# Desroy Findlay
Desroy Findlay (3 de outubro de 1989) é um futebolista anguilano que atua na defesa. Joga pela seleção nacional.

## Carreira internacional
Em 2007, jogou pela equipe sub-20 pelo torneio qualificatório para a Copa do Mundo Sub-20 daquele ano. Foi titular nas três partidas disputadas na fase eliminatória do certame.
Desroy estreou pelo selecionado principal de Anguila em 8 de julho de 2011, na derrota por 2 a 0 frente a República Dominicana, válida pela primeira fase das eliminatórias da CONCACAF para a Copa do Mundo FIFA de 2014. Também jogou a partida seguinte ocorrida dois dias depois (de volta) e o resultado foi outra derrota, mas dessa vez de 4 a 0. Em 2015, foi convocado pelo técnico polonês Ryszard Orłowski para os jogos das eliminatórias caribenhas para a Copa de 2018 contra a Nicarágua. Ficou apenas no banco de reservas nas duas partidas, assistindo às derrotas por 5 a 0 e 3 a 0 concedidas pelos Golfinhos.